# Alfred Thomas
Jean Alfred Jules Thomas (Saint-Masmes, França, 30 de Outubro de 1826 — Reims, França, 28 de Janeiro de 1899) foi um político francês.
Representou a vila de Saint-Masmes na Assembleia Nacional (de França) de 1871 a 1876 e na Câmara dos deputados de 1876 a 1885. Durante a guerra de 1870-1871, o doutor Thomas organizou um serviço de comunicação com o governo da Defesa nacional, apesar da ocupação alemã; descoberto, foi preso e internado na cidadela de Magdeburgo.
Casou com Henriette Ernestine Clémence Rouget (1830-1903) em Reims em 1859, viúva de Paul René Edmond Mahieu.